# Dimitar Stefanin

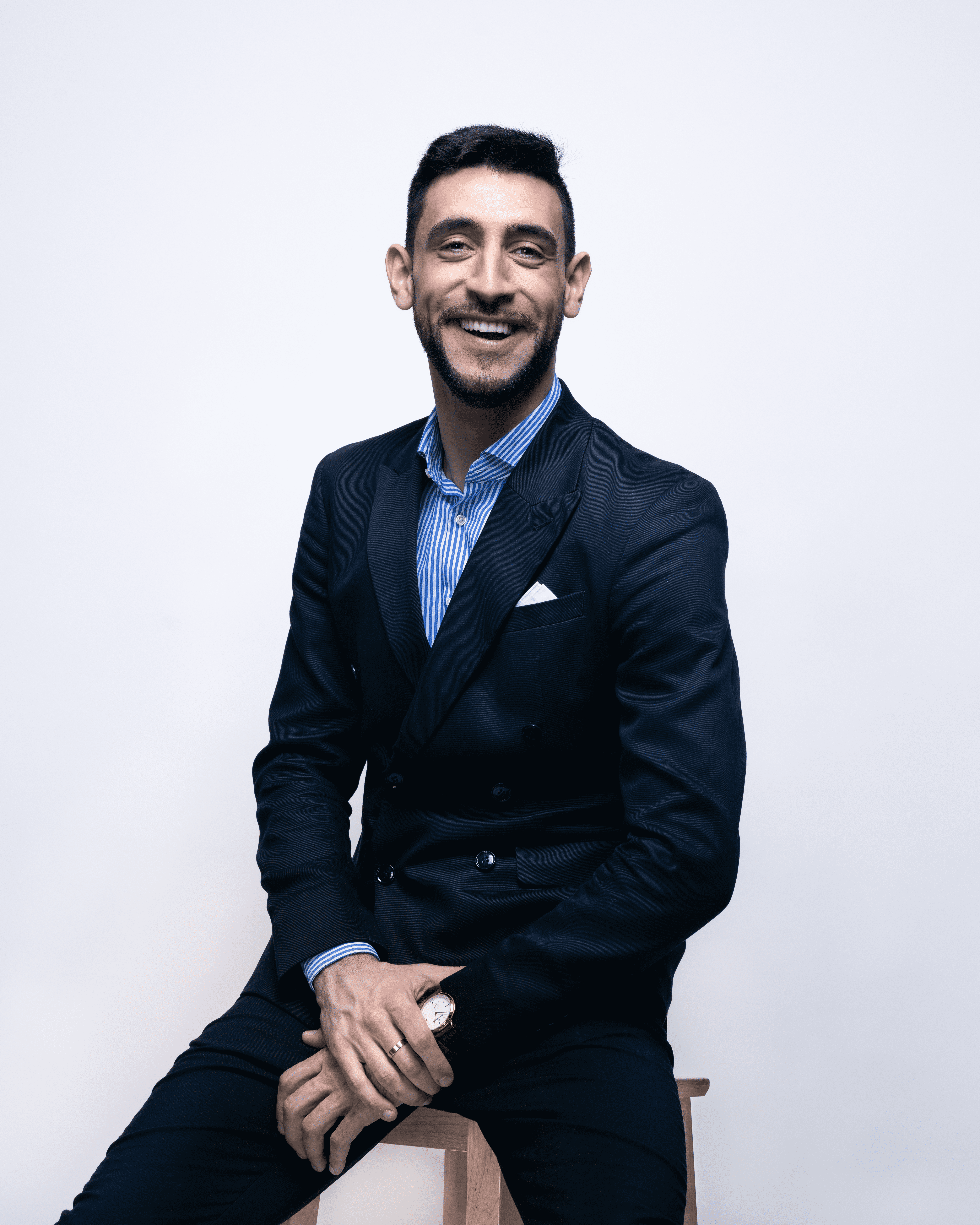
Dimitar Stefanin

Dimitar Stefanin (* 1994 oder 1995) ist ein bulgarischer Choreograph, Tänzer, Amateurschauspieler und Juror.
Im Jahr 2025 gründete Dimitar Stefanin die Pop Up Tanzschule_Stefanin.

## Leben
Dimitar Stefanin wurde in Bulgarien geboren und begann im Alter von sieben Jahren eine Tanzausbildung, als er von seiner Mutter im örtlichen Tanzsportclub eingeschrieben wurde. Mit den klassischen Gesellschaftstänzen war er mit vierzehn Jahren bereits vierfacher bulgarischer Meister im Kindertanz. Danach verlegte er seinen Wohnsitz nach Italien. Sein großes Vorbild ist Fred Astaire. 2013 zog er nach Wien, um am Konservatorium der Stadt Wien Tanz und Choreographie zu studieren. Dieses brach er jedoch nach kurzer Zeit ab und arbeitete hauptberuflich in der Tanzschule Kraml in Wien.

### Dancing Stars
2017 bekam er vom österreichischen Rundfunk das Angebot, bei ORF 1 Dancing Stars mitzumachen. Als Choreograph und Partner der Moderatorin Riem Higazi erreichte Stefanin das Finale und 2019 mit  Profiboxerin Nicole Wesner an seiner Seite den dritten Rang.
2021 erreichte der Choreograph mit seiner Partnerin Tamara Mascara den 9. Platz. Auf Grund der Verletzung von Profitänzer Stefan Herzog in Vorbereitung auf Folge 7 sprang Dimitar spontan ein und tanzte kurzfristig mit Natalia Ushakova, die wenig später die Staffel auf dem 4. Rang beendete. 2022 ertanzte Dimitar den 3. Platz mit der Moderatorin Kristina Inhof.
2023 gewann Dimitar Stefanin mit Sängerin Missy May die 15. Staffel der Dancing Stars.
Von März bis Mai 2025 nahm er mit Eva Glawischnig an der 16. Staffel der ORF-Tanzshow Dancing Stars teil und erreichte dabei den 6. Platz.

### Let’s Dance
2022 tanzte Stefanin im Ensemble der Let’s Dance Tour in Deutschland. Hier arbeitete Dimitar mit Motsi Mabuse, Kathrin Menzinger, Vadim Garbuzov, Joachim Llambi und Jorge Gonzalez.

### Filme
Im Film Best Christmas Ball ever hatte Dimitar Stefanin einen 60-sekündigen Kurzauftritt und tanzte eine Walzerchoreographie mit der Schauspielerin Julia Dietz. Der Film wurde 2019 in den USA von Ion Television ausgestrahlt und erreichte über 60 Millionen Zuschauer.
2022 wirkte er an der Kinoproduktion Am Ende wird alles sichtbar in Wien mit. Gemeinsam mit rund 40 Tänzern gestaltete der Dancing-Stars-Protagonist eine Choreographie mit mehr als 10 komplexen Tanzszenen.

### Sonstiges
Neben seiner Tätigkeit als Choreograph war Dimitar Stefanin als Juror bei den Austrian Open (Show Dance für Kinder und Jugendliche) im Einsatz. Diese werden von der Tanzwerkstatt FuX Oberpullendorf (Burgenland) veranstaltet. Bei diesem Kinder- und Jugendwettbewerb bewertete Dimitar in den Jahren 2022 und 2023 über 1400 Kandidaten im Alter zwischen 6 und 19,5 Jahren aus 40 verschiedenen Nationen.

## Filmografie (Auswahl)
- 2023: Am Ende wird alles sichtbar